# 1925 en arts plastiques
| Années des arts plastiques : 1922 - 1923 - 1924 - 1925 - 1926 - 1927 - 1928    |
| Décennies des arts plastiques : 1890 - 1900 - 1910 - 1920 - 1930 - 1940 - 1950 |

Cette page concerne l'année 1925 en arts plastiques.

## Événements
- 28 avril-25 octobre : Exposition internationale des Arts décoratifs et industriels modernes à Paris. Apogée du style Art déco.
- La Neue Sachlichkeit (Nouvelle Objectivité) devient l'appellation commune d'un courant artistique né en Allemagne après la Première Guerre mondiale.

## Œuvres
- L'Odalisque au pantalon rouge d'Henri Matisse.
- Peinture-poème « Photo : ceci est la couleur de mes rêves » de Joan Miró.

## Naissances
- 3 janvier :
  - François Brochet, sculpteur et peintre français († 10 août 2001),
  - Michel Gourlier, peintre, illustrateur et dessinateur français († 28 septembre 2018),
  - André Quellier, peintre français († 16 mars 2010),
- 8 janvier : Kim Britov, peintre soviétique puis russe († 5 janvier 2010),
- 16 janvier : Jacqueline Benoit, peintre française († 28 janvier 2012),
- 17 janvier : Duane Hanson, sculpteur américain († 6 janvier 1996),
- 18 janvier :
  - Édouard Dermit, acteur et peintre français († 15 mai 1995),
  - Gianni Dova, peintre italien († 14 octobre 1991),
  - Art Paul, graphiste américain († 28 avril 2018),
- 29 janvier : 
  - Isidore Isou, poète, peintre, cinéaste et économiste français († 28 juillet 2007),
  - Ferdinand Kulmer, peintre croate († 16 novembre 1998),
- 31 janvier : Frédéric Vidalens, peintre et graveur français († 9 août 2004),
- 5 février : Pierre Lonchamp, peintre français († 26 août 1978),
- 8 février : Oldřich Lajsek, peintre, designer, artiste graphique et professeur d’arts plastiques tchécoslovaque puis tchèque († 2 octobre 2001),
- 16 février : Stojan Ćelić, peintre, critique d'art et illustrateur serbe puis yougoslave († 30 avril 1992),
- 18 février : Marcel Barbeau, peintre et sculpteur québécois,
- 24 février : Etel Adnan, poète, écrivaine et artiste visuelle syro-franco-américano-libanaise († 14 novembre 2021),
- 25 février : Serge Belloni, peintre français d'origine italienne († 28 octobre 2005),
- 11 mars : Claude Maréchal, peintre français († mai 2009),
- 26 mars : Denise Esteban, peintre française († 19 septembre 1986),
- 29 mars : Jean-Claude Hesselbarth, peintre et dessinateur suisse († 13 mai 2015),
- 9 avril :
  - Dominique Mayet, peintre français († 23 décembre 2004),
  - Ernst Neïzvestny, sculpteur russo-américain († 9 août 2016),
- 11 avril : James Guitet, peintre et graveur français († 14 décembre 2010),
- 20 avril : Pierre Dmitrienko, peintre, graveur et sculpteur français († 15 avril 1974),
- 29 avril : Bernard Loriot, peintre français († 18 décembre 1998),
- 1er mai : Robert Tatin d'Avesnières, peintre français († 9 février 1982),
- 4 mai : Émile Mangiapan, peintre français († 2 juin 2007),
- 8 mai : Bernard Saby, peintre et dessinateur français († 4 juillet 1975),
- 16 mai : Yves Corbassière, peintre, graveur, affichiste, sculpteur et lithographe français († 16 mai 2020),
- 18 mai : Piotr Ossovski, peintre soviétique puis russe († 1er août 2015),
- 24 mai : Jacques Van den Bussche, peintre français († 3 septembre 2001),
- 31 mai :
  - Julian Beck, acteur, metteur en scène, directeur de théâtre, poète et peintre américain († 14 septembre 1985),
  - Noël Fillaudeau, peintre et sculpteur français († 2003),
- 3 juin :
  - Bronisław Chromy, sculpteur, peintre, dessinateur et médailleur polonais, professeur à l'Académie des beaux-arts de Cracovie († 4 octobre 2017),
  - Alistair Grant, peintre et graveur britannique († 12 avril 1997),
- 10 juin : Claudine Béréchel, peintre, graveuse, sculptrice et médailleuse française († 18 juillet 2011),
- 13 juin : Nicole Algan, peintre et sculptrice française († 29 mai 1986),
- 24 juin : Daniel Sénélar, peintre français († 15 mars 2001),
- 27 juin : Jan Burssens, peintre belge († 11 janvier 2002),
- 2 juillet : Arturo Carmassi, sculpteur et peintre italien († 27 janvier 2015),
- 16 juillet : Toshio Bando, peintre japonais († 1er mars 1973),
- 17 juillet : Matias Spescha, peintre et sculpteur suisse († 28 juin 2008),
- 18 juillet : André Raffray, peintre français († 6 janvier 2010),
- 31 juillet : Charles Le Bars, peintre, sculpteur et graveur français († 28 février 2012),
- 10 août : Franco Nonnis, peintre, metteur en scène et compositeur italien († 29 octobre 1991),
- 12 août : Michel Lablais, peintre français († 21 septembre 2017),
- 19 août : Rubén Romano, peintre et critique de cinéma uruguayen († 6 août 2005),
- 26 août : Ida Barbarigo, peintre italienne († 15 janvier 2018),
- 28 août : Dalibor Chatrný, peintre et pédagogue tchécoslovaque puis tchèque († 5 juillet 2012),
- 30 août : Theo Wolvecamp, peintre néerlandais du groupe Cobra († 11 octobre 1992),
- 3 septembre : Bengt Lindström, peintre et lithographe suédois († 29 janvier 2008),
- 4 septembre :
  - Jos Le Corre, peintre français († 29 décembre 1979),
  - Olivier Pagès, historien de l'art, peintre, sculpteur et écrivain français († 25 décembre 2021),
- 8 septembre : Paul Van Hoeydonck, sculpteur belge,
- 12 septembre : Libor Fára, peintre surréaliste, graphiste, décorateur de théâtre et scénographe tchécoslovaque († 3 mars 1988),
- 15 septembre :
  - James Coignard, peintre, graveur et sculpteur français († 7 mars 2008),
  - Carlo Rambaldi, peintre et sculpteur italien († 10 août 2012),
- 16 septembre : Philippe Cara Costea, peintre et sculpteur français († 31 décembre 2006),
- 20 septembre : Džemma Skulme, peintre lettonne († 9 novembre 2019),
- 28 septembre : Mileta Andrejević, peintre serbe naturalisé américain († 21 octobre 1989),
- ? septembre : Hushang Irani, poète, traducteur, journaliste et peintre iranien († 24 septembre 1973),
- 13 octobre : Jacques Petit, peintre et graveur français († 22 avril 2019),
- 20 octobre : Pierre Trofimoff, peintre français († 27 juin 1996),
- 22 octobre : Robert Rauschenberg, peintre et plasticien américain († 12 mai 2008),
- 25 octobre : Guy Renne, peintre français († 27 juin 1990),
- 26 octobre : Jan Wolkers, écrivain et artiste néerlandais († 19 octobre 2007),
- 30 octobre : Charles Duits, écrivain, peintre et poète français († 30 avril 1991),
- 4 novembre : I.J. Berthe Hess, peintre française († 6 avril 1996),
- 7 novembre : Hélène Laffly, comédienne, peintre et graveuse française († 9 avril 2014),
- 14 novembre : Jean-Pierre Alaux, peintre, sculpteur et lithographe français († 14 avril 2020),
- 15 novembre : André Lufwa, sculpteur congolais († 13 janvier 2020),
- 19 novembre : Jesús Álvarez Amaya, peintre muraliste et graveur mexicain († 21 juin 2010),
- 26 novembre : Leonardo Cremonini, peintre italien († 12 avril 2010),
- 8 décembre : Henk Peeters, photographe, peintre et dessinateur néerlandais († 13 avril 2013),
- 11 décembre : André Marfaing, peintre et graveur français († 30 mars 1987),
- 15 décembre : János Kristófi, peintre hongrois († 5 janvier 2014),
- 29 décembre : Albert Chubac, peintre et sculpteur suisse († 4 mai 2008),
- ? :
  - Marcel Anselme, peintre et graveur français († 1982),
  - Christiane de Casteras, peintre féministe française († 2009),
  - Géula Dagan, peintre et sculptrice israélienne († 2008),
  - Robert Marciat, peintre paysagiste belge († 1995),
  - Hassan Shakir, sculpteur, peintre et auteur irakien († 2004),
  - Simada Shizu, artiste peintre japonaise.

## Décès
- 1er janvier : Georg Mühlberg, peintre, dessinateur et illustrateur allemand (° 5 février 1863),
- 4 janvier :
  - Hirase Sakugorō, botaniste et peintre japonais (° 11 février 1856),
  - Ernest Lessieux, peintre, aquarelliste et dessinateur français (° 3 août 1848),
- 21 janvier : Maurice Loutreuil, peintre français (° 16 mars 1885),
- 3 février : Eduard Gebhardt, peintre allemand, professeur de l'Académie des beaux-arts de Düsseldorf (° 13 juin 1838),
- 5 février : Georges Victor-Hugo, peintre et skipper français (° 16 août 1868),
- 21 février : Jean-André Rixens, peintre français (° 30 novembre 1846),
- 25 février : Jacques Patissou, peintre français (° 9 mars 1880),
- 4 mars : Jyotirindranath Tagore, dramaturge, éditeur, traducteur, peintre et musicien indien (° 4 mai 1849),
- 6 mars : Jacques Raverat, peintre français (° 20 mars 1885),
- 19 mars : Firmin Bouisset, illustrateur, lithographe et affichiste français (° 2 septembre 1859),
- 2 avril :
  - Louis Gaidan, peintre français (° 9 avril 1847),
  - Eduard von Grützner, peintre allemand (° 26 mai 1846),
- 4 avril : Rudolf Sieger, peintre allemand (° 23 novembre 1867),
- 14 avril : John Singer Sargent, peintre américain (° 12 janvier 1856),
- 15 avril : Marie de La Hire, romancière, poétesse et peintre française (° 20 mars 1878),
- 17 avril : Marie-Félix Hippolyte-Lucas, peintre français (° 9 octobre 1852),
- 2 mai : Adrien Bas, peintre français (° 16 avril 1884),
- 14 mai : William Julian-Damazy, graveur, peintre et illustrateur français (° 20 février 1862),
- 19 mai :
  - Viking Eggeling, peintre et cinéaste suédois (° 21 octobre 1880),
  - Józef Ryszkiewicz (père), peintre polonais (° 19 novembre 1856),
- 21 mai : Albert Váradi, peintre et aquafortiste hongrois (° 6 octobre 1896),
- 22 mai : Stevan Todorović, peintre serbe (° 13 avril 1832),
- 23 mai :  Jan Hillebrand Wijsmuller, peintre néerlandais (° 3 février 1855),
- 31 mai : Armando Spadini, peintre italien (° 29 juillet 1883),
- 15 juin : Victor Koos, peintre français (° 12 novembre 1863),
- 16 juin : Lucie Cousturier, peintre et écrivain française (° 19 décembre 1876),
- 30 juin : Jean-Paul Louis Martin des Amoignes, peintre français (° 4 juin 1850),
- 1er juillet : Jan Veth, peintre, graveur, poète, critique d'art, professeur d'histoire de l'art et d'esthétique néerlandais (° 18 mai 1864),
- 2 juillet : Eugène Vergez, peintre paysagiste et illustrateur français (° 1er juillet 1846),
- 17 juillet : Lovis Corinth, peintre allemand (° 21 juillet 1858),
- 18 juillet : Ephraim Moses Lilien, photographe, illustrateur et graveur Art nouveau allemand (° 23 mai 1874),
- 28 juillet : Léon Lhermitte, peintre et graveur naturaliste français (° 31 juillet 1844),
- ? juillet : Karl Cartier, peintre français (° 5 septembre 1855),
- 5 août : Emily Cumming Harris, peintre néo-zélandaise (° 28 mars 1837),
- 22 août : Vojtěch Hynais, peintre austro-hongrois puis tchécoslovaque (° 14 décembre 1854),
- 27 août : Albert-Antoine Lambert, peintre français (° 10 avril 1854),
- 24 septembre : Gustave Fayet, peintre et collectionneur français (° 20 mai 1865),
- 25 septembre : Charles Cottet, peintre et graveur français (° 12 juillet 1863),
- 10 octobre : Mary Renard, peintre française et conservatrice au musée d'Alençon (° 23 août 1849),
- 16 octobre : Christian Krohg, peintre, illustrateur, écrivain et journaliste norvégien (° 13 août 1852),
- 23 novembre : Dimitrie Hârlescu, peintre roumain (° 5 novembre 1872),
- 27 novembre : Roger de La Fresnaye, peintre cubiste et sculpteur français (° 11 juillet 1885),
- 2 décembre : Gaston Roullet, peintre et illustrateur français (° 15 novembre 1847),
- 6 décembre : Jean Roque, peintre français (° 8 janvier 1880),
- 10 décembre : Georges Jeannin, peintre de natures mortes français (° 24 août 1861),
- 21 décembre : Georges Dorignac, peintre français (° 8 novembre 1879),
- 22 décembre : Joseph Ravaisou, peintre français (° 11 novembre 1865),
- 29 décembre : Félix Vallotton, peintre, graveur, illustrateur, sculpteur, critique d'art et romancier français d'origine suisse (° 28 décembre 1865),
- ? décembre : Frédéric Régamey, écrivain, peintre, illustrateur, graveur et lithographe français (° 4 juillet 1849),
- ? :
  - Jan Chełmiński, peintre de bataille polonais (° 27 janvier 1851),
  - Jules Contencin, peintre français (° 26 novembre 1851),
  - Paul-Laurent Courtot, peintre français (° 1856),
  - Louis Delfosse, peintre français (° 1863).